# 馬里亞諾·伊格納西奧·普拉多
馬里亞諾·伊格納西奧·普拉多（西班牙語：Mariano Ignacio Prado，1825年12月18日—1901年5月5日），旧译卜喇陀，是一位秘魯陸軍上將，曾兩度擔任秘魯總統。

## 生平
馬里亞諾·伊格納西奧·普拉多早年参军，並在秘鲁南部各省服役。馬里亞諾·伊格納西奧·普拉多也是一位商人，他在进入政界之前就积累了不少财富。1874年至1875年，馬里亞諾·伊格納西奧·普拉多出任秘魯众议院议长。